# 사르페돈 1세
사르페돈(그리스어: Σαρπηδὠν)은 그리스 신화에 등장하는 인물로 제우스와 에우로페의 아들이며 미노스와 라다만튀스의 형제였다. 아스테리온의 아들이라는 설도 있다. 그는 아스테리온 왕에 의해 키워졌고 친형 혹은 의붓형인 미노스에 의해 버려졌다. 그리고 그의 삼촌 킬릭스 왕에게로 피난하였다. 사르페돈은 밀리야 인을 정복하고 그들을 다스렸다. 그의 왕국은 리키아로 그의 후계자인 판디온 2세의 왕자 리쿠스의 이름을 따라 지어졌다.  
다른 전승에 따르면 사르페돈과 미노스, 라다만튀스는 밀레토스라는 이름의 아름다운 소녀를 두고 사랑에 빠져 싸웠다. 밀레토스는 사르페돈을 선택했고 이에 격분한 미노스가 사르페돈의 섬을 침공해 정복했고 사르페돈은 밀레토스와 함께 리키아로 도망쳤다. 작가에 따라서는 일리아드에 등장하는 사르페돈과 혼동되기도 하고, 사르페돈은 그의 손자였다는 전승도 있다.그는 트로이 전쟁에서 트로이의 편에서 싸우다가 창에 맞아 전사했다.